# Marótlaka
Marótlaka (románul Morlaca) falu Romániában Kolozs megyében.

## Fekvése
Sebesvár (románul Bologa)  és Kalotaszentkirály (románul Sâncraiu) között fekszik.

## Nevének említése
1839-ben Morlaka, Molaka, 1863-ban Morlaka.

## Története
A Bánffy család az 1430-as években megszerezte a korábbi királyi vár, Sebesvár birtokát, a hozzá tartozó uradalommal, amihez Marótlaka is tartozott.
1850-ben nincs magyar lakosa, ám a századfordulótól a második világháborúig lakja néhány magyar család is. A falu a trianoni békeszerződésig Kolozs vármegye Bánffyhunyadi járásához tartozott.
1992-ben 1014 lakosa közül egy a magyar (református), a többiek többségében ortodox románok.